# The Call
The Call – singel zespołu Backstreet Boys pochodzący z płyty Black & Blue. Muzykę i słowa napisali Max Martin i Rami. Premiera singla odbyła się 5 lutego 2001 roku. Klip do tego utworu wyreżyserował Francis Lawrence.